# Pekan Bahorok
Pekan Bahorok is een bestuurslaag in het regentschap Langkat van de provincie Noord-Sumatra, Indonesië. Pekan Bahorok telt 3845 inwoners (volkstelling 2010).